# イモガイ
イモガイ（芋貝）は、20世紀末頃まではイモガイ科の貝類の総称、21世紀初頭ではイモガイ科のうちのイモガイ亜科の貝類の総称、もしくはイモガイ上科のうち“イモガイ型”の貝殻をもつ貝類の総称。
別名ミナシガイ（身無貝）。

## 概要
全てが海産で、潮間帯から深海まで棲息する。捕食性で、歯舌が特化した神経毒の毒腺が付いた銛で他の動物を刺して麻痺させて餌とする。毒は種類によって異なるが、ヒトが刺されて死亡する場合もある（後述）。
約500種を数えるが、分類は必ずしも確定したものではない。旧来は殻の外見が"イモガイ型"のものをまとめてイモガイ科を構成させていたが、この当時でも分類は幾分混乱しており、全てが単独のイモガイ属 Conus （属のタイプはナンヨウクロミナシ C. marmoreus）として扱われる場合や、Conus の下に多数の亜属が使用される場合、これらの亜属が属として使用される場合など、属の扱いは研究者によってまちまちであった。
20世紀末には従来クダマキガイ科に含められていた貝類の一部もイモガイ科に含まれるようになったため、従来のイモガイ類はその中のイモガイ亜科としてまとめられるようになった。しかし2009年には、イモガイ亜科を解体して複数の科と亜科とに分けるイモガイ上科の分類も提唱された。これを受け入れる場合、従来のイモガイ類は、イモガイ上科のうち単に"イモガイ型"の貝殻を持つものの総称となる。
アンボイナ（学名「コヌス・ゲオグラピュス」）とツボイモ（学名「コヌス・アウリクス」）は「最も有毒な貝」としてギネス世界記録に掲載されている。

## 分布
世界の暖流域に分布するが、熱帯域のサンゴ礁に特に種類が多い。日本では、太平洋側では主に房総半島以南、日本海側では主に能登半島以南など、黒潮や対馬暖流などの暖流の影響の強い地域に見られる。本土では直接黒潮に接する千葉県や和歌山県、高知県などに多くの種が見られるが、南西諸島を抱える沖縄県や鹿児島県は種類が格段に増え、特に沖縄県では約110種を数える。

## 形態
殻は円錐形で、ほとんどの種で螺塔が低く殻口が狭い。殻長は最大で23cm程度までになる。英語の cone shell （円錐形の貝）も円錐形をした殻に由来する。和名のイモガイは殻の形がサトイモの芋に似るからといわれており、俗名のミナシガイも狭い殻口から見え隠れするわずかな身に由来する。

## 生態
全種が肉食性で、食性により魚食性（小魚などの脊椎動物）、虫食性（ゴカイなど環形動物）、貝食性（貝類を主とした軟体動物）に分けられる。なかにはタガヤサンミナシ C. textile のように巻貝専門で、他のイモガイまで食べてしまう種もある。捕食法も魚食性の種は積極的に出歩いて獲物を狩る探索型と、待ち伏せて捕らえる待ち伏せ型とに大別される。
イモガイは動作が緩慢なので、魚のような俊敏な動きの獲物に対しては、歯舌を発達させた毒銛（矢舌とも呼ばれる）を撃ち、その体内に神経毒を注入し麻痺させて捕まえる。また身に危険を感じたときも、外敵に対してこの毒銛を撃つ場合もある。特に魚食性や一部の貝食性のイモガイは、その毒性が人を殺すのに十分なまでに発達したものがいる。種数が多い虫食性のイモガイの毒は致死的ではないものの、扱いには十分な注意を要する。
天敵は貝食性イモガイ（タガヤサンミナシガイなど）を除くと甲殻類（強力な鋏脚を持つガザミなどワタリガニ科や貝食性に特化したヤマトカラッパなどカラッパ科をはじめとしたカニ、イセエビなど）で、甲殻類に対して毒銛による攻撃は通じない。

## 人間との関わり
イモガイは食用に供されることはほとんどないが、刺されると死に至る猛毒を有する危険生物であり、ヒョウモンダコとともに磯遊びやダイビング時における要注意生物の筆頭に挙げられている。しかし、その一方で近年その毒が医療分野で画期的な新薬として期待されている。またその殻が美麗であり、かつ希少とされる種も多いので、コレクションや装飾品の対象とされる。

### 銛と毒液
イモガイの毒銛は、歯舌（舌と歯の働きをする軟体動物の器官）が発達したものである。毒銛の先端は鋭くとがっていて容易に抜けないように逆トゲまで備わっている。銛の内部は中空で、発射時には毒液で満たされる。根元は綱に相当する伸縮性のある細い管につながっており、そのさらに根元には毒腺がついている。
毒銛は、通常は鉾先を出した状態で、吻と呼ばれる柔軟性のある管の先端内部に隠されている。獲物に気付くと、貝は吻をそちらへ向け、それと同時に銛の内部に毒液が充填され、筋収縮を用いて獲物に向けて発射される。毒は瞬時に獲物の全身にまわり、小魚であれば即死する。貝はそれを見計らって綱をたぐり寄せ、麻痺した獲物を軟体部で覆って消化に取りかかる。毒銛は消化後、背骨や鱗といった獲物の消化できない部分とともに吐き出される。コノトキシンと呼ばれるイモガイの毒は神経毒で、何百もの異なる成分からなる混合物である。その成分構成や成分比は種により様々に変化する。

### 危険な生き物
イモガイはその貝殻の色や模様が美しく、また美しいサンゴ礁の周辺や砂浜など人目につく場所にいることが多いのでよく素手で拾い上げられるが、その後皮膚に密着させていたりすると外敵とみなされて毒銛で刺され、死に至るケースがある。イモガイ1個体に含まれる毒は、およそ30人分の致死量に相当する。アンボイナ C. geographus は俗に英語で cigarette snail （葉巻貝）と呼ばれているが、これは、タバコを一服する間に死を迎えるという意味である。同種は沖縄県でもハブガイ、ハマナカーといった俗名があるが、前者はその毒性を毒蛇のハブに喩えたもの、後者は刺されたら陸に辿り着く前に浜の途中で死ぬ、といった意味を持つ。毒銛は、ときに軍手やウエットスーツさえ突き抜ける。琉球列島では1896-1996年の間に確認された被害例が30件あり、死亡例はそのうち8件、それらはすべてアンボイナによるものであった。加害例そのものではほかにニシキミナシ、タガヤサンミナシ、ヤキイモの例があった。
イモガイの刺した直後は全く痛みを感じず、自覚がないことがほとんどであるが、その後しばらくして患部に激痛が生じ、続いて痺れ、腫れ、疼き、めまい、嘔吐、発熱といった症状が出る。ひどい場合は、視力や血圧の低下、全身麻痺、さらには呼吸不全により死に至る。イモガイの毒には抗毒血清がないので、毒が被害者の体内で代謝され抜けきるまで、なんとか生命を持ちこたえさせることが唯一の救命策である。アンボイナではその毒は神経性で、呼吸筋の麻痺によって死に至るが、心筋や中枢神経には被害が及ばないため、人工呼吸器で対応することで乗り切れるとのこと。

### 毒素の医療応用
ヤキイモ C. magusの毒には、モルヒネの1,000倍強力な鎮痛作用を示す成分が含まれている。この成分に由来した初のイモガイ毒由来の鎮痛剤ジコノタイド (Ziconotide) は、2004年12月にアメリカ合衆国の連邦食品医薬品局 (FDA) により医薬品として承認されており、その劇的な鎮痛効果から、将来的にはモルヒネに取って代わることが期待されている。
イモガイの毒に含まれる他のペプチドにも、強力な医薬品になりうる可能性があるものがある。例えばオーストラリア産のビクトリアジョオウイモ C. victoriae から分離された AVC1 は、手術後の神経痛を抑えるのに非常に効果的であり、神経細胞の回復速度を速める効果すらあることが確認されている。
その他臨床試験中のものには、例えばアルツハイマー病やパーキンソン病、てんかんの治療において使える可能性のある成分がある。

### コレクションの対象
イモガイの中にはその殻表面に精緻で複雑な模様を施すものがあり、大きさも手ごろなため、タカラガイなどとともに収集対象として人気のある貝類となっている。なかでもウミノサカエイモ C. gloriamaris は、近年になって多産地が発見されるまで、発見された標本数が10個に満たなかったので、200年ほどの間その希少性と法外な高値が収集家の間で非常に有名であった。
多少欠けた貝殻もプカシェルといった装身具を作るのに利用される。また古代の遺跡から出土する貝殻でできた腕輪には、大型のイモガイの殻を利用したものがある。

### イモガイ関連の作品
いずれもイモガイの毒が題材として用いられている。
- 『The Shell Collector』 - Anthony Doerr の短編小説。『The Shell Collector: Stories』 所収。Simon and Schuster, 2002, ISBN 9780743223621
- 『貝を集める人』 - 上記 『The Shell Collector』の和訳。アンソニー・ドーア（原作）・岩本正恵 (翻訳) 『シェル・コレクター』所収の短編小説。ケニアの孤島でひっそりと暮らす盲目の貝類学者。そこへ迷い込んで来たアメリカ人女性。彼女のマラリアがイモガイの毒で偶然治癒してしまったことで、それまでの彼の静謐な生活は一転してしまう。（新潮クレスト・ブックス）　2003年 ISBN 978-4105900359
- 『シェル・コレクター』 - 坪田義史監督、リリー・フランキー主演の日米合作映画。上記アンソニー・ドーアの小説を原作とし、舞台を日本の沖縄に移して製作。
- 『南海幻想』 - 石沢英太郎作の長編推理小説。八重干瀬の貝類収集ツアー中に男性が死亡した。彼はイモガイに刺されたのか…。（光文社文庫）　1984年　ISBN 978-4334700171
- 『ロスト・ワールド/ジュラシック・パーク』 - 恐竜調査隊の一員エディ・カーが護身用に弾丸にイモガイの毒を仕込んだ猟銃を所持していた。Tレックスに襲われたとき銃が使用できず身を守ることは出来なかった。作品においてイモガイの毒で恐竜を殺傷してはいない。
- 米国のTVドラマ『CSI:マイアミ』の第9シーズン第5話『Sleepless in Miami』（邦題「マジック・フィッシュ」）にてイモガイの毒が凶器となった。

## 類似種
西太平洋の暖流域にはイモガイとともに、イモガイと外見が良く似たマガキガイも生息する。マガキガイはイモガイとは全く異なるソデボラ科（スイショウガイ科）に属しており無毒なので、外見が似ているのはベイツ型擬態ではないかと言われている。マガキガイはソデボラ科特有のギザギザのある爪のような蓋とギョロ目をもち、成貝の貝殻は殻口内唇が黒く口内が濃いオレンジ色になるので同じような場所にいるイモガイ類と区別できる。

## 日本周辺に生息する種
- アカシマミナシ Conus (Leptoconus) generalis (Linnaeus, 1767)
- アケボノイモ C. (Puncticulis) stercusmuscarum (Linnaeus, 1758)
- アコメガイ C. (Endemoconus) sieboldii (Reeve, 1848)
- アサナギミナシ C. (Endemoconus) articulatus Sowerby, 1873
- アジロイモ Conus (Darioconus) pennaceus (Born, 1778)
- アラレイモ C. (Chelyconus) catus (Hwass in Bruguiére, 1792)
- アンボイナ Geography Cone; Cigarette Snail, C. (Gastridium) geographus (Linnaeus, 1758)アンボイナ。雲状斑、褐色の色帯、薄い殻、比較的大きい殻口などが特徴

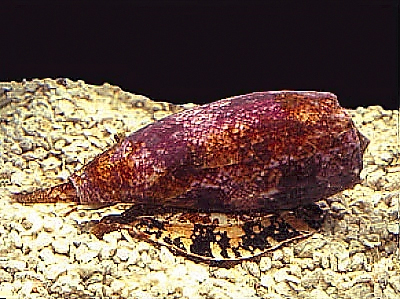
アンボイナ。雲状斑、褐色の色帯、薄い殻、比較的大きい殻口などが特徴

  - 魚食性。刺されたら致死率50%を超える猛毒種。ただし国内の個体数はさほど多くない。
- アンボンクロザメ C. (Lithoconus) litteratus (Linnaeus, 1758)
- イタチイモ C. (Rhizoconus) mustelinus (Hwass in Bruguiére, 1792)
- イトマキイモ C. (Hermes) terebra (Born, 1778)
- イナズマアコメ C. (Endemoconus) ione (Fulton, 1938)
- イボカバイモ C. (Virgiconus) distans (Hwass in Bruguiére, 1792)
- イボシマイモ C. (Virgiconus) lividus (Hwass in Bruguiére, 1792)
- ウスムラサキイモ C. (Virgiconus) floridulus (Adams & Reeve, 1848)
- ウラシマイモ C. (Rhizoconus) urashimanus Kuroda & Ito, 1961
- オカモトイモ C. (Rhizoconus) okamotoi Kuroda & Ito
- オゴクダイモ C. (Virgiconus) moreleti (Crosse, 1858)
- オトヒメイモ C. (Endemoconus) otohimeae Kuroda & Ito, 1961
- オトメイモ C. (Virgiconus) virgo (Linnaeus, 1758)
- オルビニイモ C. (Asprella) orbignyi (Audouin, 1831)
- ガクフイモ C. (Virroconus) musicus (Hwass in Bruguiére, 1792)
- カスミサヤガタイモ C. (Virroconus) berbadensis (Hwass in Bruguiére)
- カバミナシ C. (Rhizoconus) vexillum Gmelin, 1789
- カラクサイモ C. (Lithoconus) caracteristicus (G. Fischer, 1807)
- キキョウイモ C. (Virgiconus) parvulus (Link, 1807)
- キシュウイモ C. (Conasprella) praecellens (A. Adams, 1854)
- キヌカツギイモ C. (Virgiconus) flavidus (Lamarck, 1810)
- キノシタイモ C. (Floraconus) kinoshitai (Kuroda, 1956)
- キンランイモ C. (Darioconus) legatus (Lamarck, 1810)
- クサズリイモ C. (Asprella) kuroharai Habe, 1965
- クリイロイモ C. (Phasmoconus) radiatus (Gmelin, 1791)
- クロザメモドキ C. (Lithoconus) eburneus (Hwass in Bruguiére, 1792)
- クロフモドキ C. (Lithoconus) leopardus (Röding, 1798)
- クロミナシ C. bandanus Hwass in Bruguiére, 1792
- コガネイモ C. (Darioconus) aureus (Hwass in Bruguiére, 1792)
- コマダライモ C. (Virroconus) chaldaeus (Röding, 1798)
- ゴマフイモ C. (Puncticulis) puliearius Hwass in Bruguiére, 1792
- コモンイモ C. (Puncticulis) arenatus Hwass in Bruguiére, 1792
- サオトメイモ C. (Virgiconus) coelinae (Crosse, 1858)
- サザンカイモ C. (Rhizoconus) sazanka Shikama, 1970
- サヤガタイモ C. (Virroconus) fulgetrum Sowerby I in Sowerby II, 1834
- サラサミナシ C. (Rhizoconus) capitaneus (Linnaeus, 1758)
- サラサミナシモドキ C. (Dauciconus) vitulinus (Hwass in Bruguiére, 1792)
- ジュズカケサヤガタイモ C. (Virroconus) coronatus Gmelin, 1791
- シロアンボイナ C. (Gastridium) tulipa (Linnaeus, 1758)
- シロセイロンイモ C. (Virroconus) sponsalis (Sowerby)
- シロマダライモ C. (Hermes) nussatella (Linnaeus, 1758)
- スギモトイモ C. (Endemoconus) sugimotonis (Kuroda, 1928)
- スジイモ C. (Cleobula) figulinus Linnaeus, 1758
- ソウジョウイモ C. (Darioconus) episcopatus (Hwass in Bruguiére, 1792)
- ダイミョウイモ C. (Cleobula) betulinus (Linnaeus, 1758)
- タガヤサンミナシ Textile Cone, C. (Darioconus) textile (Linnaeus, 1758) タガヤサンミナシ。黒で縁取られた細かい三角斑が並ぶ

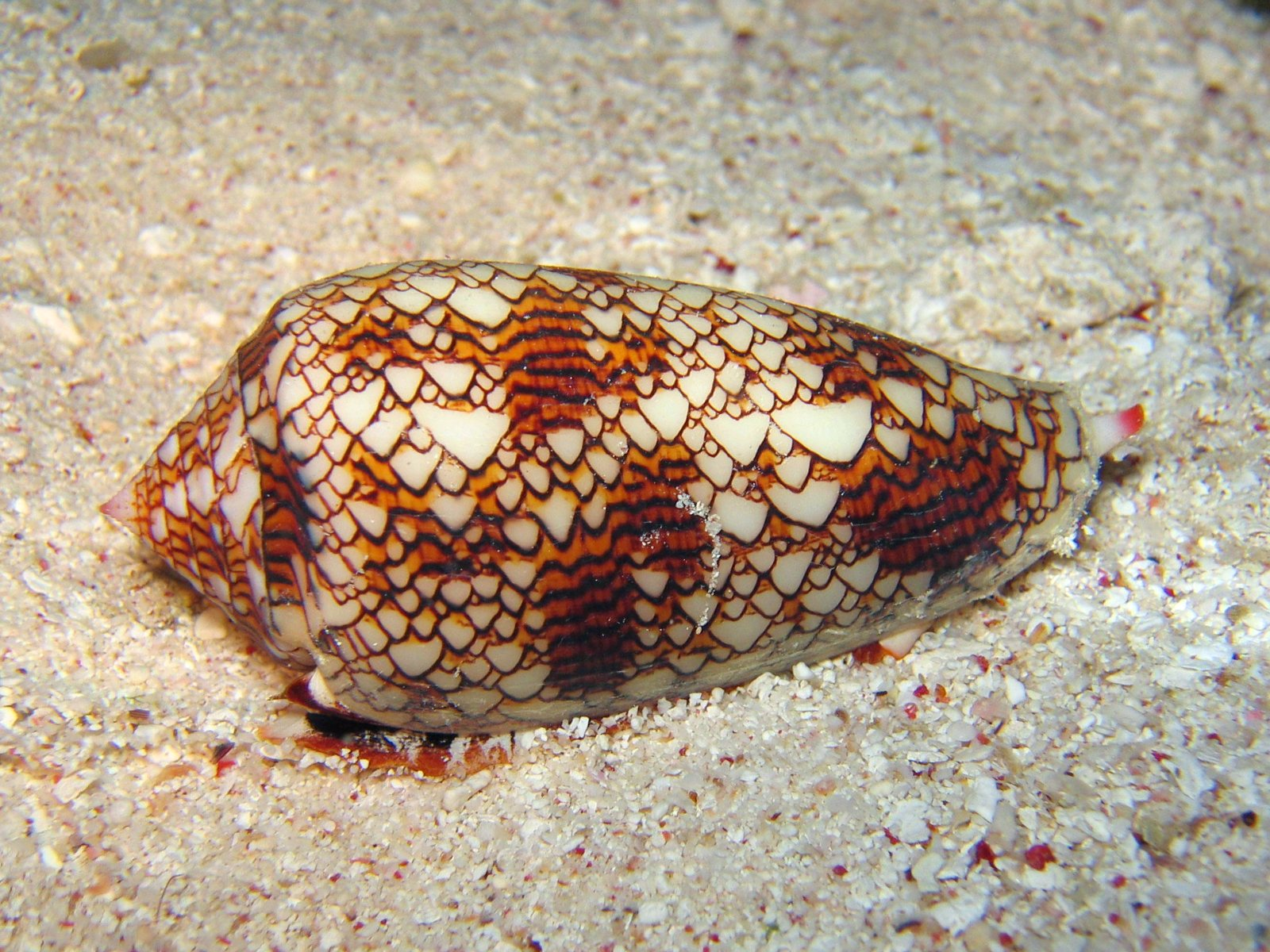
タガヤサンミナシ。黒で縁取られた細かい三角斑が並ぶ

  - 貝食性。アンボイナと並んで非常に強い毒をもち、沖縄県では本種の咬傷による死者が出ている。発射する歯舌歯はイモガイ類で最長で、毒針は12発まで連発が可能、口吻を獲物に触れずに体を離脱して発射できる[6]。
- チノイモ C. (Virgiconus) chinoi (Shikama)
- チュウカイモ（カンダイモ） C. (Endemoconus) recluzianus (Bernardi, 1853)
- ツボイモ C. (Darioconus) aulicus (Linnaeus, 1758)
- ツヤイモ C. (Stephanoconus) boeticus Reeve, 1844
- テラマチイモ C. (Endemoconus) teramachii (Kuroda, 1956)
- ナガアジロイモ C. (Darioconus) magnificus (Reeve, 1843)
- ナガイモ C. (Asprella) australis (Holten, 1802)
- ナガサラサミナシ C. (Dauciconus) litoglyphus Hwass in Bruguiére, 1792
- ナガシマイモ C. (Virgiconus) sugillatus (Reeve, 1844)
- ナツメイモ C. (Textillia) bullatus (Linnaeus, 1758)
- ナンヨウクロミナシ Conus marmoreus (Linnaeus, 1758)
- ニシキミナシ C. (Dendroconus) striatus (Linnaeus, 1758)
- ハイイロイモ C. (Phasmoconus) cinereus (Hwass in Bruguiére, 1792)
- ハイイロミナシ C. (Rhizoconus) rattus (Hwass in Bruguiére, 1792)
- ハナイモ C. (Darioconus) retifer Menke, 1829
- ハナガサイモ C. (Stephanoconus) hamamotoi (Yoshida & Koyama)
- ハナワイモ  C. (Virroconus) sponsalis Hwass in Bruguiére, 1792
- バラフイモ C. (Rhizoconus) pertusus (Hwass in Bruguiére, 1792)
- ハルシャガイ C. (Lithoconus) tessulatus Born, 1778
- ヒシイモ C. (Conasprella) cancellatus (Hwass, 1792)
- ヒメタガヤサンミナシ C. (Darioconus) canonicus (Hwass in Bruguiére, 1792)
- ヒラマキイモ C. (Dauciconus) planorbis Born, 1778
- ヒロクチイモ C. (Textillia) spectrum (Linnaeus, 1758)
- フクラキヌカツギイモ C. frigidus (Reeve, 1848)
- ベッコウイモ C. (Chelyconus) fulmen (Reeve, 1843)
  - キラベッコウイモ C. f. kirai Kurodaという亜種が存在する。
- ベニイタダキイモ C. (Virgiconus) balteatus (Sowerby I in Sowerby II, 1833)
- ベニイモ C. (Stephanoconus) pauperculus Sowerby
- マダライモ C. (Virroconus) ebraeus (Linnaeus, 1758)
- ミウライモ C. (Parviconus) tuberculosus (Tomlin)
- ミカドミナシ C. (Rhombus) imperialis (Linnaeus, 1758)
- ムラクモイモ C. (Stephanoconus) varius (Linnaeus, 1758)
  - 別名サメハダイモ。薄い肌色地に褐色斑があり、表面には顆粒が並ぶ。
- ムラサキアンボイナ C. (Gastridium) obscurus (Sowerby I in Sowerby II, 1833)
- メノウイモ C. (Chelyconus) achatinus Gmelin, 1791
- ヤキイモ Magician's Corn, C. (Pionoconus) magus (Linnaeus, 1758)ヤキイモ。この種類は色彩変異が多く、同種とは思えないものもいる

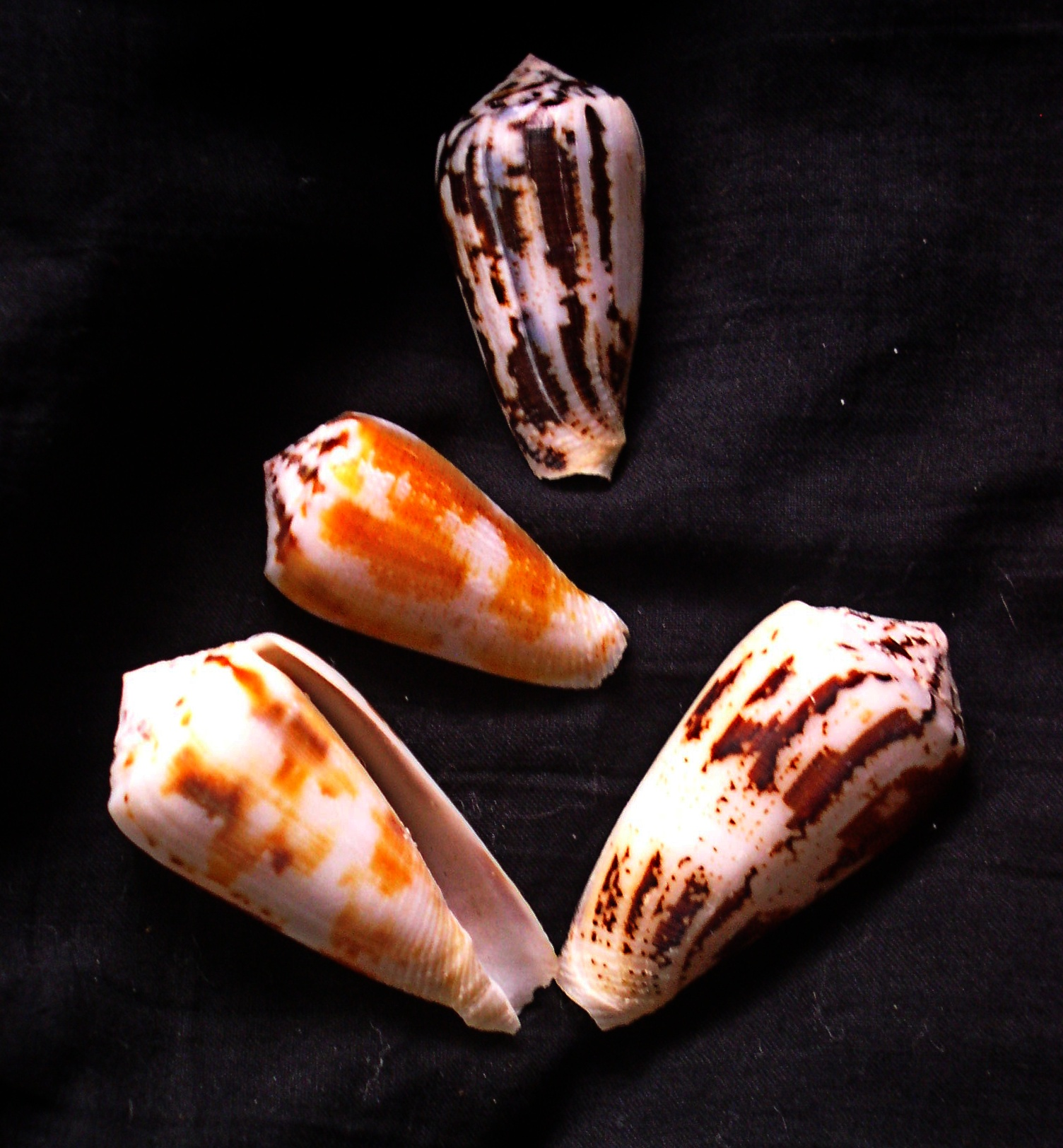
ヤキイモ。この種類は色彩変異が多く、同種とは思えないものもいる

- ヤセイモ C. (Virgiconus) emaciatus (Reeve, 1849)
- ヤナギシボリイモ C. (Rhizoconus) miles (Linnaeus, 1758)
- ユウナギミナシ C. (Rhizoconus) capitanellus (Fulton, 1938)
- ユゲキイモ C. (Dauciconus) stratellus Link, 1807
- ユメイモ C. (Asprella) comatosa (Pilsbry, 1904)
- リュウオウイモ C. (Asprella) ichinoseana Kuroda, 1956
- レンガマキイモ C. (Endemoconus) kimioi Habe, 1965
- ロウソクガイ C. (Cleobula) quercinus (Lightfoot, 1786)
- ワカヤマイモ C. (Conasprella) wakayamaensis Kuroda, 1956